# Conchero

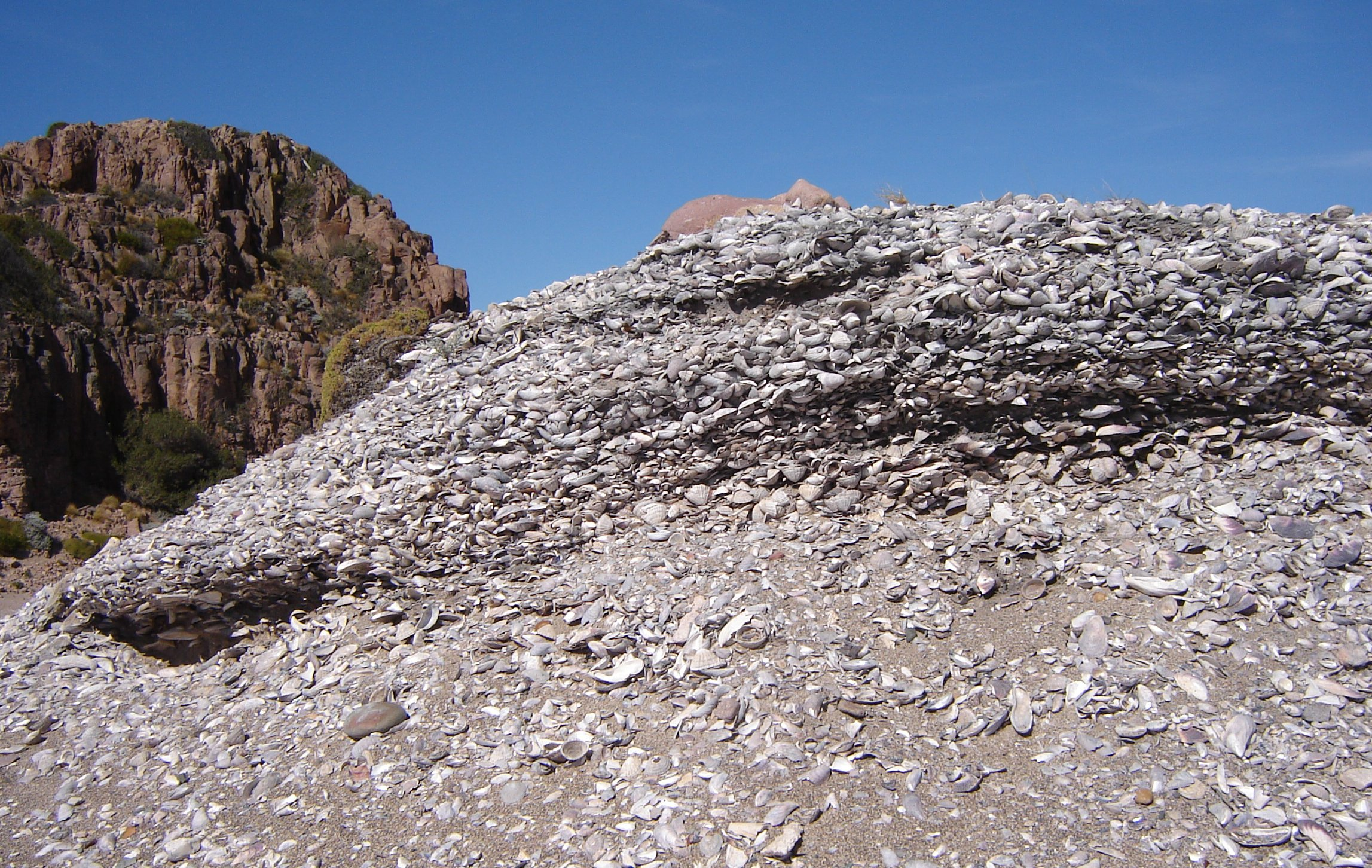
Perfil en erosión de un conchero ubicado en la costa sur de la Provincia de Santa Cruz (Argentina).

Un conchero, también conocido como conchal, es, en arqueología, un tipo de sitio compuesto por una acumulación de restos de conchas de moluscos producto de la actividad humana del pasado. Mayormente son el resultado del consumo alimenticio de grandes cantidades de moluscos recolectados en las cercanías. En general, suelen contener en su estructura otros tipos de restos sedimentológicos o arqueológicos que varían según el tipo de sociedad que lo ha formado, como por ejemplo, restos óseos, líticos, alfareros, o carbones, entre otros.

## Denominaciones
El término conchero o conchal es de uso común en la arqueología en español. En algunas regiones, como la Patagonia, también se los denomina de forma coloquial como comederos. En portugués se usa la palabra de origen brasileña sambaquí cuya etimología tupí, tamba'kī, significa, igualmente, ‘monte de conchas’. En el portugués de Portugal también se los denomina como concheiros. En inglés se emplea el nombre shell midden, sin embargo es también frecuente el uso de shell-mounds o simplemente midden. En francés se usa la expresión amas coquillier, que se traduce como "basurero de conchas".  

Históricamente, y en algunos trabajos académicos de fines del siglo XIX y comienzos del XX, se usaba la denominación køkkenmødding (pronunciación aproximada: koek-kenmed-ding) que es una palabra danesa cuya traducción literal es 'restos de cocina', pero una traducción más acertada sería la de ‘montículo de caparazones y conchas’ y que en español suele traducirse como conchero. Estos primeros estudios daneses son los que permitieron observar la potencialidad de las acumulaciones de moluscos como fuente de información arqueológica sobre diversos aspectos de las sociedades del pasado. Ejemplo del uso de esta denominación en momentos tempranos de los estudios arqueológicos en Argentina son las primeras descripciones a concheros que existen en las cercanías de Puerto Deseado realizadas por el explorador argentino Ramón Lista en 1880:
los tehuelches del tiempo de Magallanes, han dejado en Puerto Deseado, numerosos vestigios  de sus primitivos campamentos. Vénse en las costas de la bahía grandes montones de conchas fracturadas que recuerdan los Kjokkenmodding de Dinamarca y los Sambaquis del Brasil. Con efecto, esos depósitos no son sino desperdicios de cocina, entre los cuales he recojido preciosas armas talladas en piedras provenientes del interior del país.

## Descripción
La práctica humana de recolección y el consumo de moluscos es muy antigua. El primer conchero identificado hasta la fecha y, por lo tanto, las primeras evidencias seguras del consumo de moluscos datan al menos desde hace 167.000 años en la Cueva Pinnacle Point en Sudáfrica, donde se encontró una capa de moluscos producto de su recolección y consumo.
En general, los moluscos pudieron ser obtenidos de los intermareales marinos, o en los bordes de los ríos. En su gran mayoría fueron utilizados con fines alimenticios. Los desechos del consumo pueden conformar grandes acumulaciones de valvas, que pueden llegar a varios metros de espesor. Esto, sumado a que las conchas pueden sobrevivir a las condiciones medioambientales, hacen que este tipo de sitio sea muy visible. Es por ello que los concheros son actualmente uno de los tipos de sitios arqueológicos más comunes y abundantes en el mundo.
El marisqueo, esto es, la recolección de moluscos, es una actividad muy sencilla de realizar, ya que no requiere ningún utillaje especial y puede ser realizada por todos los segmentos de la población, tanto hombres, mujeres, niños o ancianos, por lo que los moluscos se convirtieron en un reaseguro alimenticio ante la escasez o para complementar otras dietas.
El consumo de las partes blandas de los moluscos, y el consiguiente descarte de las valvas o conchas, provoca la generación de acumulaciones que pueden ir de unos pocos centímetros hasta metros de espesor. La gran dureza y estructura de las valvas de moluscos hace además que los concheros sean rasgos arqueológicos que pueden sobrevivir a las condiciones medioambientales, protegiendo incluso algunas de los restos orgánicos que quedan atrapados en su interior. Así, por ejemplo, los restos de carbón, huesos de mamíferos, aves o peces consumidos, u otro tipo de restos tienen más posibilidades de conservarse.

## Arqueología

### Los estudios arqueológicos
En general, los estudios de los restos de moluscos recuperados en las excavaciones arqueológicos son analizados desde la arqueomalacología, una rama de la arqueozoología especializada en este tipo de restos materiales. Esta subdisciplina se dedica al estudio tanto de los moluscos que se hallan en forma aislada como de las acumulaciones que constituyen los concheros. Un importante avance en el estudiode los restos arqueomalacológicos lo ha constituido el libro Shells, publicado en 1999 y escrito por Cheryl Claassen, en el que la autora realiza un tratamiento enciclopédico del análisis de conchas de moluscos como material para arqueólogos y paleontólogos profesionales.

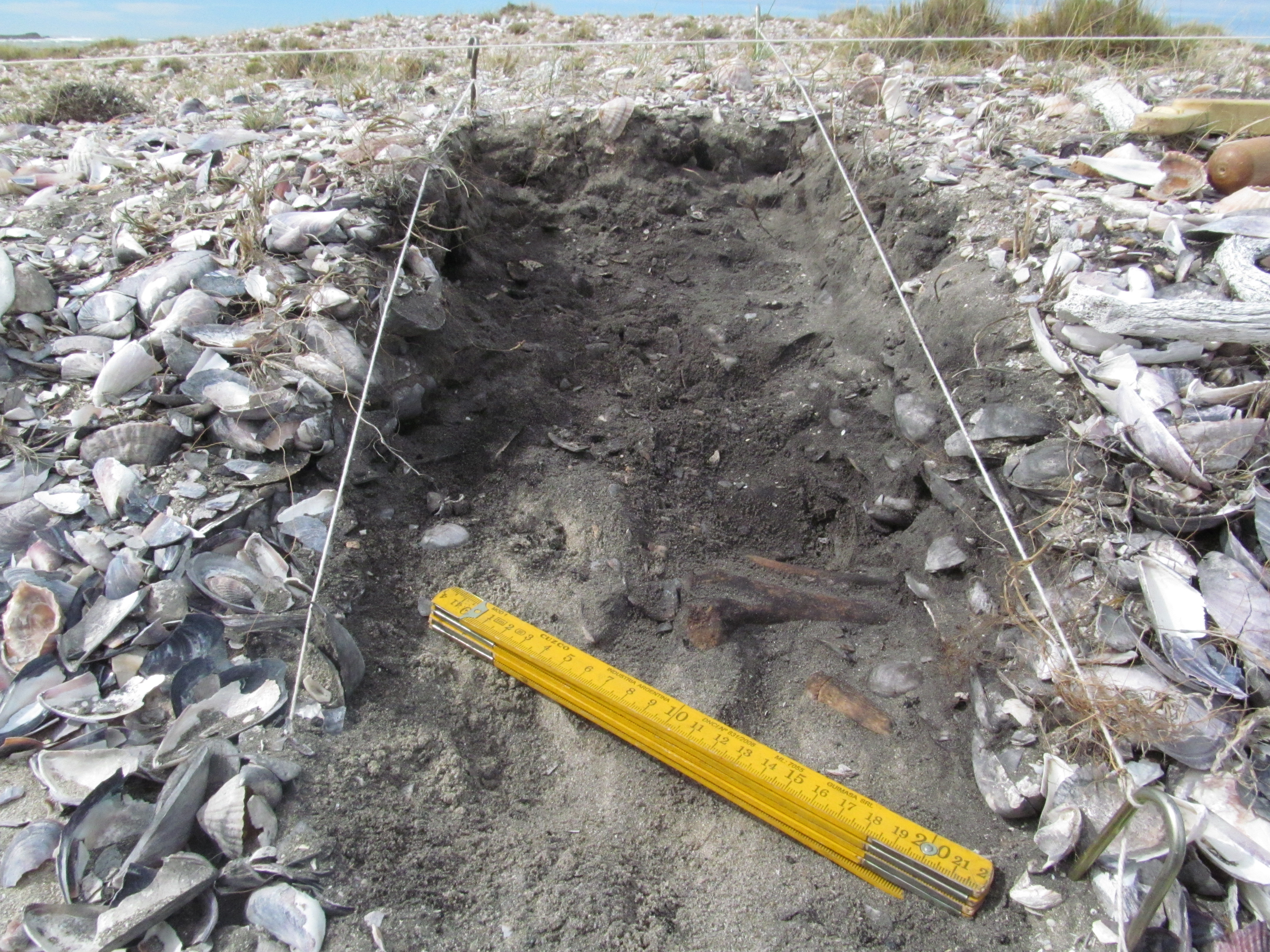
Conchero en excavación en la localidad arqueológica Punta Medanosa, Santa Cruz (Argentina)

El estudio de los moluscos de yacimientos arqueológicos permite obtener información de aspectos muy variados sobre la vida de antiguos pobladores y su entorno, tales como dieta, captación de recursos, aprovechamiento del mar u otros espacios acuáticos, estacionalidad o comercio; sino que también pueden aportar información referida a los antiguos ecosistemas, como la temperaturas de agua, el clima, la paleofauna y paleoflora, etc.
También son importantes para los estudios arqueológicos debido a que el carbonato de calcio constitutivo de las valvas o conchas de los moluscos neutraliza la acidez de los suelos, lo que permite o facilita la conservación de los restos orgánicos (como los huesos) atrapados en las acumulaciones producidas por el desecho de consumo. Este tipo de restos, normalmente tienden a desintegrarse con el tiempo, pero al estar contenidos en los concheros tienen mayores probabilidades de preservarse.

### Los concheros y el aporte de los moluscos en la vida prehistórica
Comúnmente en los estudios arqueológicos se ha considerado al consumo de los moluscos -cuyas acumulaciones conforman los concheros- como un recurso marginal si se lo compara con otros tipos de recursos, como por ejemplo los grandes mamíferos, tanto marinos como terrestres. Sin embargo, el mayor aporte a las dietas prehistóricas de los moluscos habría su facilidad de captura, ubicuidad estable en el tiempo, que se presenta concentrado, de fácil accesibilidad y la posibilidad de ser recolectado por todos los segmentos de la población (niños, mujeres, hombres, viejos). En este sentido, constituirían un alimento seguro y confiable en comparación a otros más inestables, y permitirían por lo tanto, superar situaciones de estrés producidas por la falta de disponibilidad de otros recursos. Además, los moluscos aportan proteínas, calcio, yodo, electrolitos y otros minerales, aunque es probable que parte de estos elementos se pierdan en su procesamiento como alimentos.

### Concheros destacados
- Concheros de Muge, son un conjunto de concheros mesolíticos situados en las orillas del río Muge, afluente del Tajo, cerca de la población de Muge (Portugal).
- Conchero de Chōshichiyachi, de principios del período Jōmon en la ciudad de Hachinohe, Prefectura de Aomori, en la región Tōhoku (Japón).
- Cueva de Tijeras o de Concha, un conchero musteriense localizado en la localidad de Concha, en el municipio de Ruiloba (Cantabria, España).
- Cueva de El Cuco, donde hay un potente conchero aziliense y mesolítico, ubicado en el municipio de Castro Urdiales, Cantabria (España).
- Bahía de Arguin, donde existen abundantes y enormes concheros en la costa septentrional de Mauritania
- Puerto Hormiga, un yacimiento arqueológico ubicado cerca del municipio de Arjona, 40 km al sur de la ciudad de Cartagena (Colombia).
- Mussel Point, el mayor de 13 concheros de enormes dimensiones que se encuentran entre las áreas de Elands Bay y Lamberts Bay, en la costa oeste de Sudáfrica.
- Pinnacle Point, cerca de la ciudad sudafricana de Mossel Bay, a orillas del océano Índico. En este sitio se registró la lente de valvas más antigua hasta la fecha, de hace 164 mil años antes del presente, lo que constituye la primera evidencia de prácticas de marisqueo en el mundo.

## Los concheros en el presente

### Formación de nuevos concheros
En la actualidad, debido a la reciente explotación de moluscos, se pueden forman acumulaciones de valvas similares a los concheros arqueológicos. Estos pueden ser como producto de la explotación comercial industrial o de pequeña escala, de tipo artesanal. Estos últimos se han usado para realizar estudios etnoarqueológicos aplicables a sociedades cazadoras recolectoras, cuyos resultados sirven como punto de partida para la interpretación de los hallazgos arqueológicos. Algunos de estos estudios se han realizado en Australia o Uruguay.

### Explotación comercial
Por su parte, las grandes acumulaciones de valvas también han sido utilizadas como material de construcción, fertilizante o alimento para pollos, principalmente aprovechando el carbonato de calcio. Las conchas o valvas también se quemaban a menudo hasta convertirlas en cal, y las conchas trituradas son una adición codiciada al mortero y al cemento. En ocasiones, al realizar estas actividades económicas se han encontrado restos humanos, como en Bahía Solano, al norte de Comodoro Rivadavia (Provincia de Chubut, Argentina).

## En la literatura
El libro de cuentos, relatos, poemas, listados y poemas narrativos, escrito por el autor argentino Javier Soverna, titulado "Kiökenmöddings" (Alción, 2015), a través de la brevedad y variedad de géneros, dentro de la forma "miscelánea", alude a las características principales de estos montículos.

## Galería de imágenes

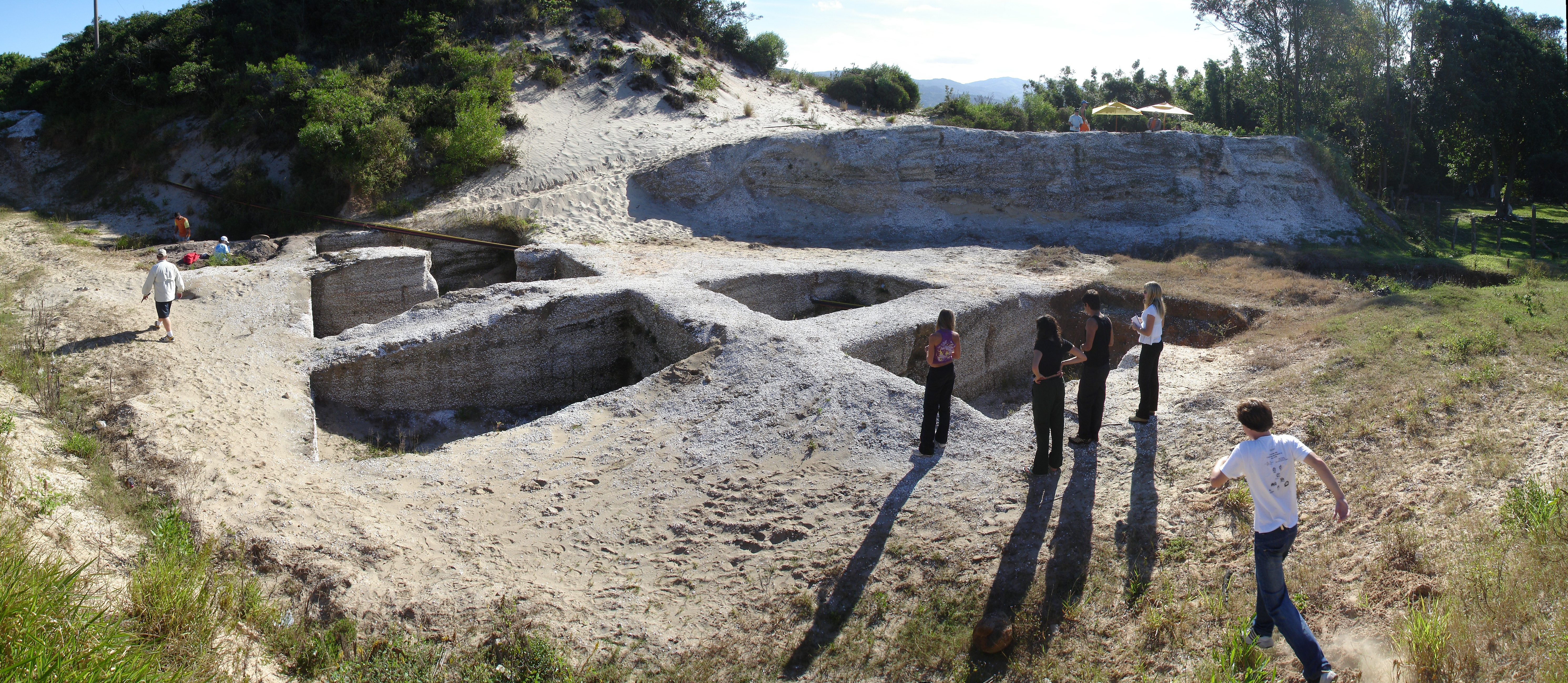
Excavación de un conchero en Laguna, Santa Catarina, Brasil
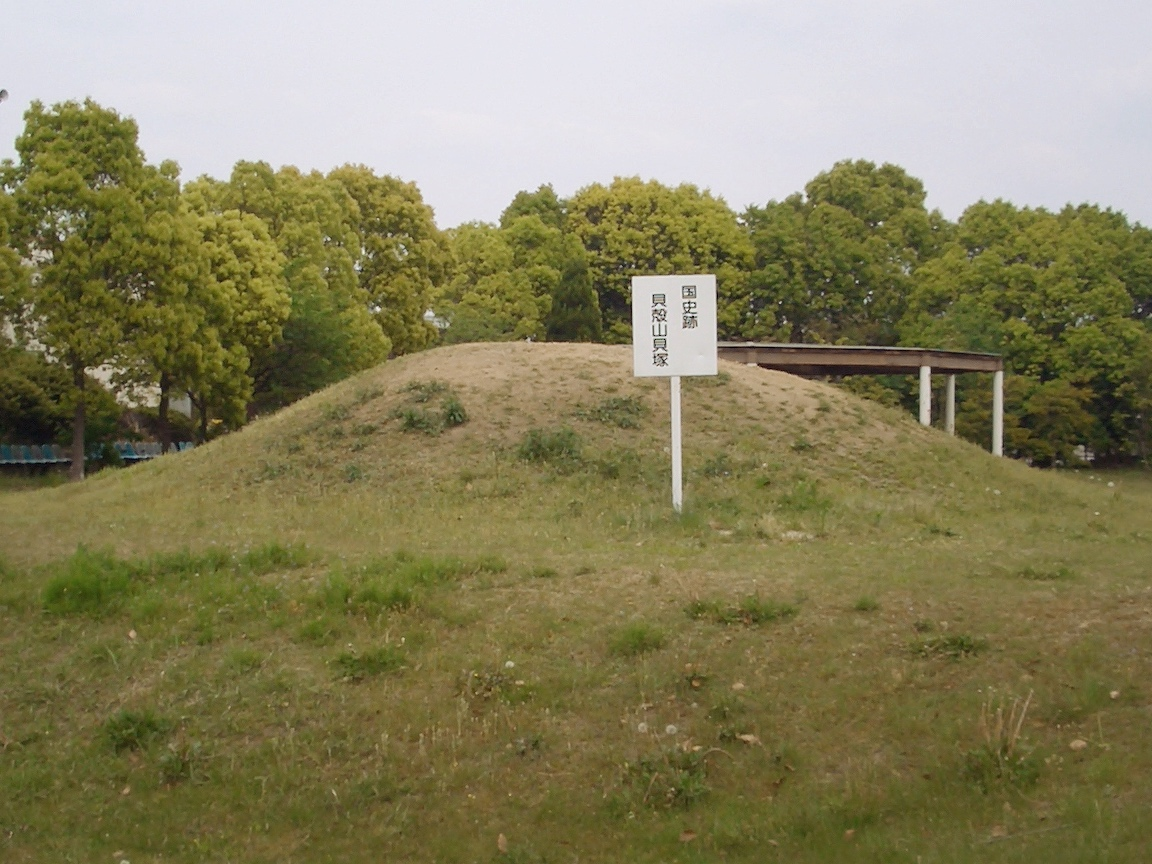
Conchero en Kiyosu, Aichi, Japón.
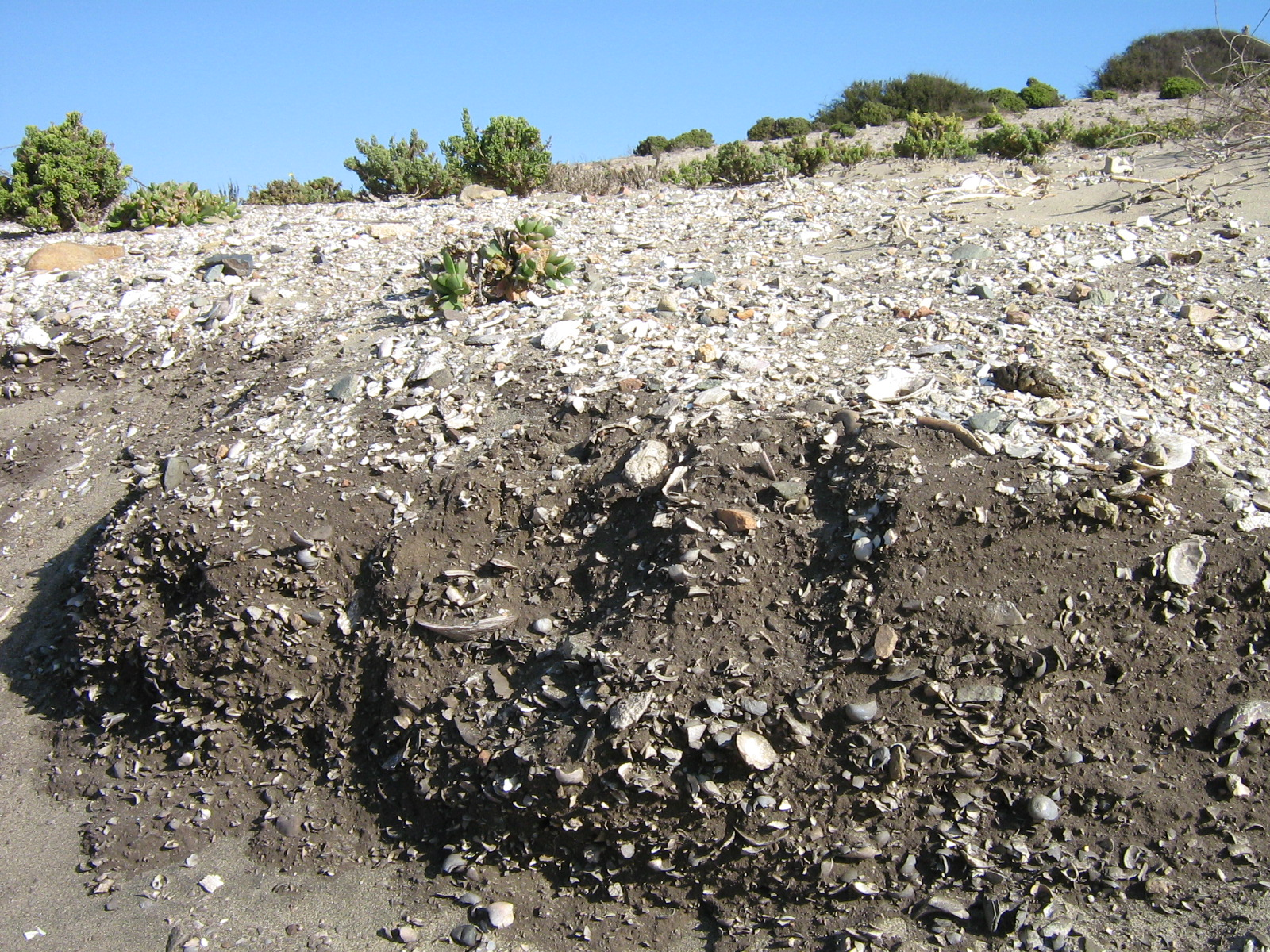
Conchero en erosión en La Cebada, Región de Coquimbo, Chile.
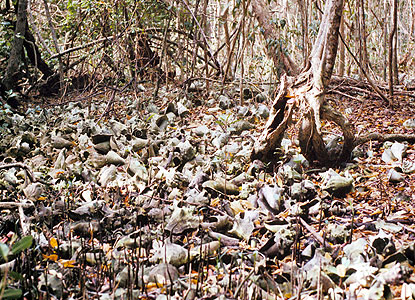
Conchero en superficie, Parque Nacional Biscayne, Florida, Estados Unidos.
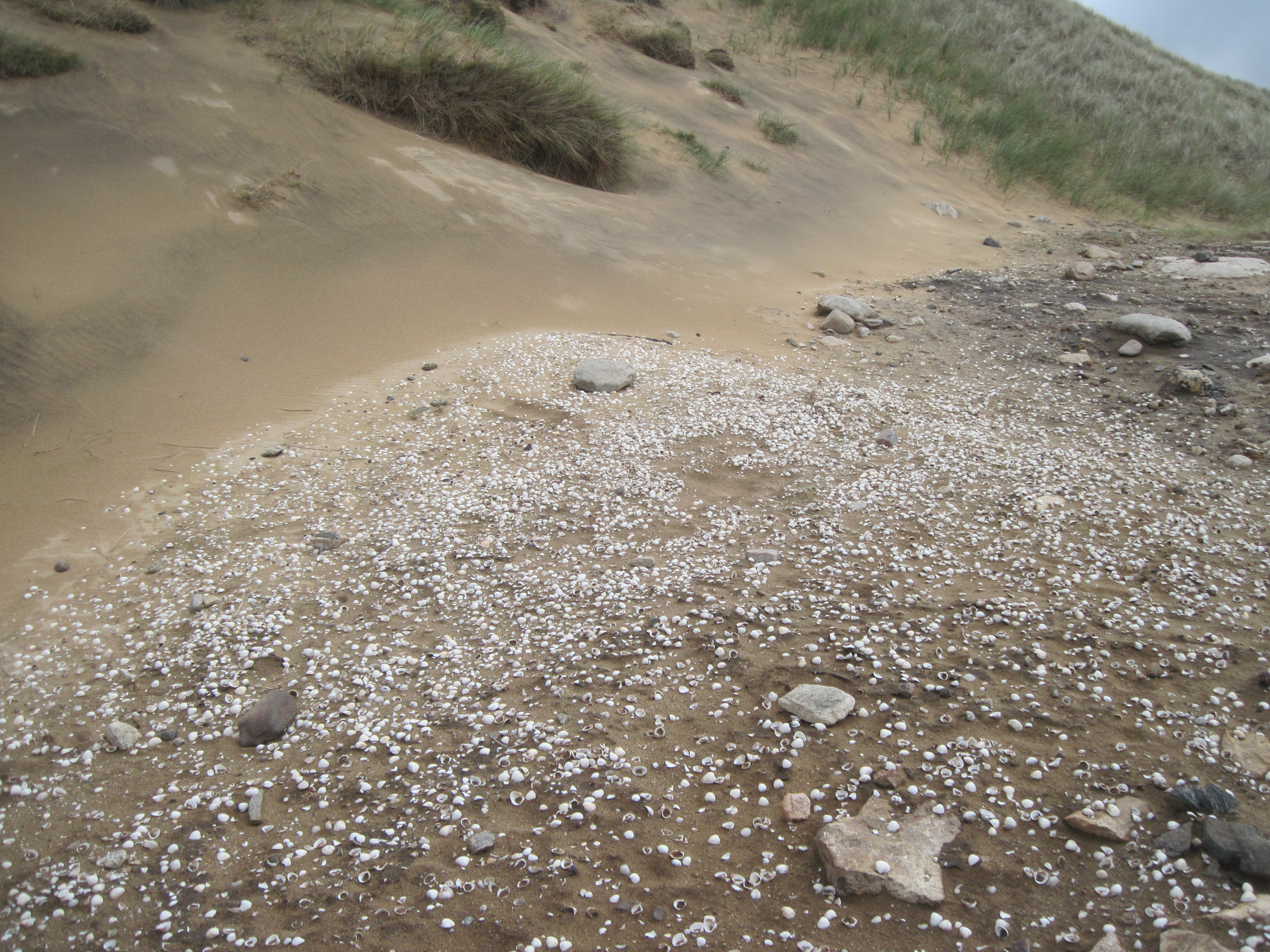
Conchero en Harris, Islas Hébridas Exteriores, Escocia.
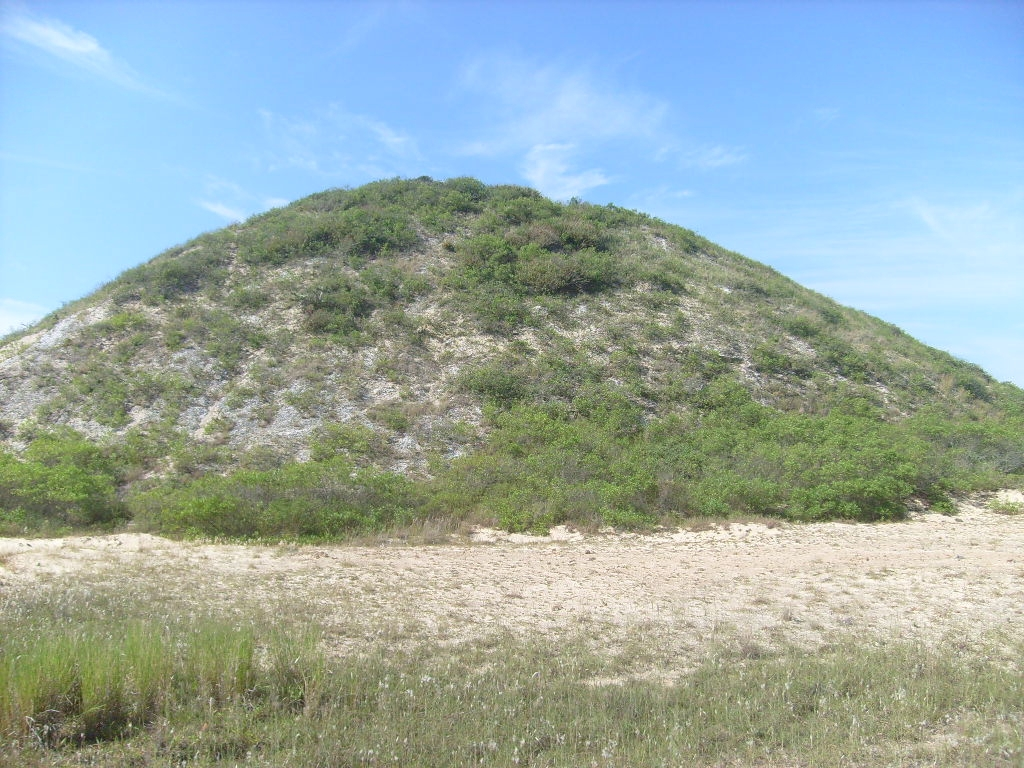
Conchero Figueirinha I, de unos 18 metros de altura, Rio de Janeiro (Brasil)
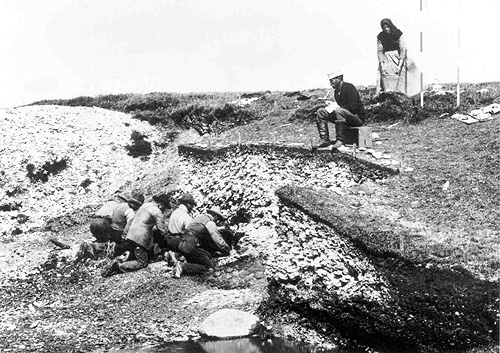
Excavación en la década de 1890 de un conchero de la cultura Ertebölliense en Limfjord, Dinamarca.